# Le Cinquième Élément
Pour plus de détails, voir Fiche technique et Distribution.
Le Cinquième Élément est un film de science-fiction français coécrit et réalisé par Luc Besson et sorti en 1997.
Tourné en langue anglaise, le film est nommé aux César et aux Oscars. Il obtient trois César dont celui du meilleur réalisateur.
Malgré un accueil critique mitigé, le film est le plus grand succès au box-office français en 1997 et fait partie des productions françaises ayant fait le plus de recettes dans le monde. Il a également acquis le statut de film culte,,.

## Synopsis
En 1914, dans un temple en Égypte, un archéologue italien décrit à son jeune assistant anglophone sa compréhension d'une fresque gravée sur un mur du bâtiment. Selon lui, il s'agirait d'un plan de bataille opposant d'un côté le Mal absolu, dont la venue est permise par un alignement de planètes qui a lieu tous les cinq mille ans, et de l'autre le Bien, dont l'arme est constituée de quatre éléments, entourant un être de forme humanoïde, un cinquième élément, placé au centre. Le prêtre du temple, qui surprend la découverte, tente d'empoisonner les deux archéologues pour cacher ce qu'ils découvrent, mais sa tentative échoue.
Un immense vaisseau extraterrestre atterrit alors aux abords du temple, appartenant à des extraterrestres de grande taille, entièrement harnachés de métal. Devant les archéologues stupéfaits, ils ouvrent une salle secrète située juste derrière la fresque explicative et rapatrient dans leur vaisseau spatial la lourde statue métallique (où se trouve le cinquième élément) et les quatre pierres triangulaires qui s'y trouvaient. Le prêtre gardien, qui est le contact terrien des extraterrestres, reçoit comme explication de leurs actions qu'ils pressentent arriver une guerre sur la Terre. Ils estiment donc nécessaire de mettre ces reliques en sûreté avec eux. Ils précisent enfin au prêtre qu'ils les rapporteront dans trois siècles, lorsqu'elles seront nécessaires quand le Mal reviendra, et lui remettent la clé de la salle secrète.
Plus de trois cents ans plus tard, en 2263, une masse sphérique est apparue aux abords du Système Solaire d'une manière indéterminée. L'astre rocheux sans atmosphère est inerte, immobile, et n'est pas assujetti à une quelconque rotation ou à une force de gravité. Un vaisseau spatial de combat s'approche et veut détruire cette anomalie en tirant ses missiles les plus puissants. Les armes se font engloutir par cet objet qui n'a fait que grossir davantage, jusqu'à détruire le vaisseau et tous ses occupants.
À cette époque, le prêtre gardien du Temple est un humain nommé Vito Cornelius, un « expert en astro-phénomènes ». Il est présent à New York dans la salle du conseil où les décisions militaires se prennent en accord avec le Président des Territoires fédérés. Tout le monde dans cette salle a suivi en direct la fin dramatique du vaisseau de combat.

Le prêtre tient un grimoire dans ses mains et s'en sert pour expliquer au chef d’État l'existence des cinq éléments. Les reliques sont en possession de l'ethnie extraterrestre appelée Mondo-Shawans, présentés comme alliés de la confédération. Cornelius fait part au Président de la venue programmée de cette anomalie cosmique, qui n'est autre que le Mal absolu, dont le but est de faire disparaître toute vie dans l'Univers. Le chef d’État l'écoute attentivement, car la façon dont le vaisseau spatial de combat a pu se faire désintégrer de manière inexplicable l'incite à le croire. Il donne alors la permission d'entrer dans les territoires à un vaisseau Mondo-Shawan qui vient d'arriver à la frontière du Système Solaire. Mais l'appareil est attaqué par des vaisseaux belliqueux et l'engin s'écrase sur une lune.

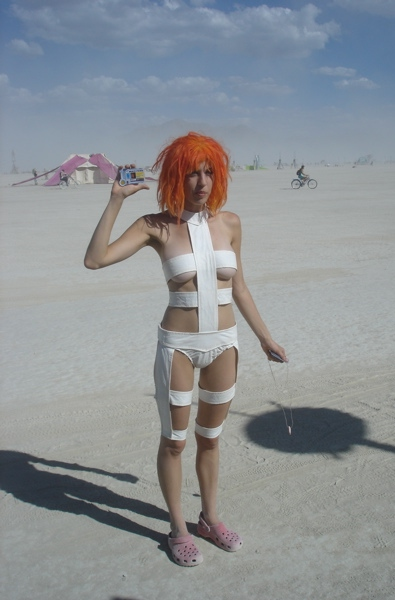
Cosplay de Leeloo.

Les équipes de secours retrouvent sur les lieux du crash une main, logée dans un gant en métal et dont les cellules sont encore vivantes. Un laboratoire militaro-scientifique à New York parvient à reconstituer et à ranimer son propriétaire, le cinquième élément, qui a l'apparence d'une très belle jeune femme rousse dotée de facultés physiques et mentales exceptionnelles. Alors qu'elle s'enfuit du laboratoire où les militaires la retenaient captive, elle se retrouve à l'extérieur du bâtiment, dans un New York mégalopolitain vertical où passent de nombreuses voitures volantes. Cernée par la police, elle saute dans le vide depuis une corniche et tombe dans un taxi volant conduit par Korben Dallas, un ancien major des Forces spéciales reconverti en chauffeur de taxi, qui s'apprêtait à conduire son véhicule à la révision.
La jeune femme réussit à convaincre Korben, mis devant le fait accompli, de semer la police avec son taxi et de la conduire chez le prêtre Cornelius. Là bas, après que Korben lui ai dit son nom, elle donne le sien : Leeloominaï Lekatariba Lamina-Tchaï Ekbat De Sebat, abrégé en Leeloo. Elle explique à son référent que les pierres n'étaient pas à bord du vaisseau Mondo-Shawan, pour tromper le serviteur du Mal, en la personne de Jean-Baptiste Emmanuel Zorg, un fabricant d'armes et magnat corrompu par le Mal en personne, et d'un groupe de guerriers mercenaires extraterrestres polymorphes à l'origine de l'attaque du vaisseau Mondo-Shawan, les Mangalores. Après cette attaque, ceux-ci apportent la valise contenant les pierres à Zorg en échange de nouvelles armes. Mais constatant qu'elle est vide, le magnat annule la transaction, provoquant un différend entre eux au sujet des armes. Leeloo explique au prêtre que les pierres ont été acheminées en secret à la diva Plavalaguna qui doit les lui remettre en mains propres sur la lointaine planète Fhloston. Zorg, vexé par cet échec, convoque le prêtre pour avoir une discussion avec lui pour savoir où sont passées les pierres, mais celle-ci tourne court et Cornelius est chassé.
Le Président est mis au courant de l'entrevue entre Leeloo et le prêtre ainsi que de la localisation des pierres, espionné par le bras droit de Zorg au moyen d'un mouchard. Soucieux de garder l'affaire secrète du grand public, le Président fait truquer un concours alimentaire « Gemini Croquettes » dont la récompense est une croisière paradisiaque à bord du paquebot spatial Fhloston Paradise, où la diva fera un récital pour les passagers. De ce fait, Korben, qui vient de faire partie de la vague de licenciement de Zorg (dont la compagnie de taxi fait partie de ses nombreuses entreprises) remporte officiellement le concours et possède la couverture idéale pour récupérer discrètement les pierres. Il reçoit de ce fait la visite du général Munro, qui lui confie sa mission. Cornélius, accompagné de Leeloo, arrive peu après chez Korben pour espérer lui prendre ses billets. Au même moment, la police envoyée par Zorg arrive pour interpeller Korben dans le but que son bras droit prenne le billet, mais c'est le voisin qui est arrêté à cause d'un quiproquo. Les Mangalores interviennent, et pensant qu'il s'agit de Korben capturent le prisonnier. Ils décident de voler les pierres afin d'obliger Zorg à négocier avec eux.
À l'astroport, Korben retrouve Leeloo et David (l'assistant de Cornelius), qui s'était fait passé pour lui, et reprend sa place, faisant passer Leeloo pour sa femme. Cornelius donne alors la clé du temple à David et le somme de se rendre en Égypte, et il embarque lui-même clandestinement à bord du vaisseau en partance vers Fhloston Paradise. Korben est accueilli par l'animateur de radio Ruby Rhod, un homme déjanté, exubérant et farfelu, au grand dam de l'ancien militaire qui ne réclame que la tranquillité. D'autres personnes tentent de se faire passer pour Korben à l'embarquement : deux Mangalores déguisés, qui déclenchent une fusillade avec la police, puis l'assistant de Zorg, que son patron fait exploser dans le terminal peu après en apprenant qu'il a échoué à embarquer. Zorg reçoit ensuite un appel du Mal en personne, ce qui l'incite à aller chercher les pierres lui-même. 
À l'arrivée sur la croisière de Fhloston Paradise, alors que Leeloo se cache à proximité de la suite de la diva en attendant la fin du concert, Korben et Ruby Rhod se rendent à l'opéra pour le récital donné lors de la croisière. Durant le concert, des Mangalores prennent d'assaut les appartements de la diva, tuent ses assistants et fouillent la cabine à la recherche des pierres. Leeloo intervient alors et les neutralise, faisant preuve d'une grande maîtrise des arts martiaux. À la fin du récital les Mangalores investissent la salle de spectacle, déclenchant une fusillade, et prennent le contrôle du paquebot. Pendant ce temps, Zorg profite de la confusion générale pour se poser sur le paquebot et rejoindre les appartements de la diva. Il tombe nez à nez avec Leeloo qui décide de fuir plutôt que de combattre. Zorg réussit à la blesser gravement à l'aide de son arme et repart avec la valise trouvée par les Mangalores, non sans avoir posé une bombe à retardement. Pendant ce temps, la diva, mortellement blessée par un tir des Mangalores, agonise dans les bras de Korben. Quand l'ancien militaire lui demande où sont les pierres, elle répond « en moi » avant de succomber. Korben comprend, et fouille dans l'abdomen de la diva, où se trouvent effectivement les pierres. Accompagné de Ruby, il affronte les Mangalores qui parsèment le bâtiment et parvient finalement à arrêter l'attaque des mercenaires en tuant leur chef. En parallèle, Ruby, qui continue son émission, fait profiter tout l'Univers de l'opération censée être secrète, au grand dam du Président.
Le système de sécurité du Fhloston Paradise détecte la bombe dix minutes plus tard, ce qui provoque la panique générale et une évacuation précipitée. Le petit groupe composé de Korben, Leeloo, Cornelius et Ruby arrive trop tard pour prendre une capsule de sauvetage. Zorg, s’apercevant que la malle contenant les pierres est vide, revient en catastrophe et court débrancher sa bombe. Le groupe de Korben court vers le hangar, trouve le vaisseau de Zorg et s'envole à son bord. Zorg parvient à arrêter sa bombe de justesse, mais observe alors une boîte s'ouvrir à côté de lui, contenant une autre bombe appartenant aux Mangalores. Ces derniers, vaincus, l'actionnent alors afin de faire sauter le paquebot « pour l'honneur ».
Ses serviteurs vaincus, le Mal absolu entre alors en action et fonce vers la Terre comme un météore. À bord du vaisseau, Leeloo continue d'apprendre sur l'humanité, mais est terrifiée quand elle découvre la guerre, tandis que Korben, mis au courant de la situation par le Président, fonce vers la Terre. Le petit groupe arrive au temple égyptien quelques minutes avant l'impact prévu. Après être parvenus non sans mal à faire fonctionner les pierres, Korben avoue son amour pour Leeloo et parvient in extremis à activer le cinquième élément et, ainsi, sauver l'Humanité. Le Mal devient une planète morte qui tourne désormais en orbite de la Terre. Plus tard, Korben et Leeloo sont emmenés au laboratoire à New York, mais sont trop occupés à consommer leur amour pour recevoir le Président.

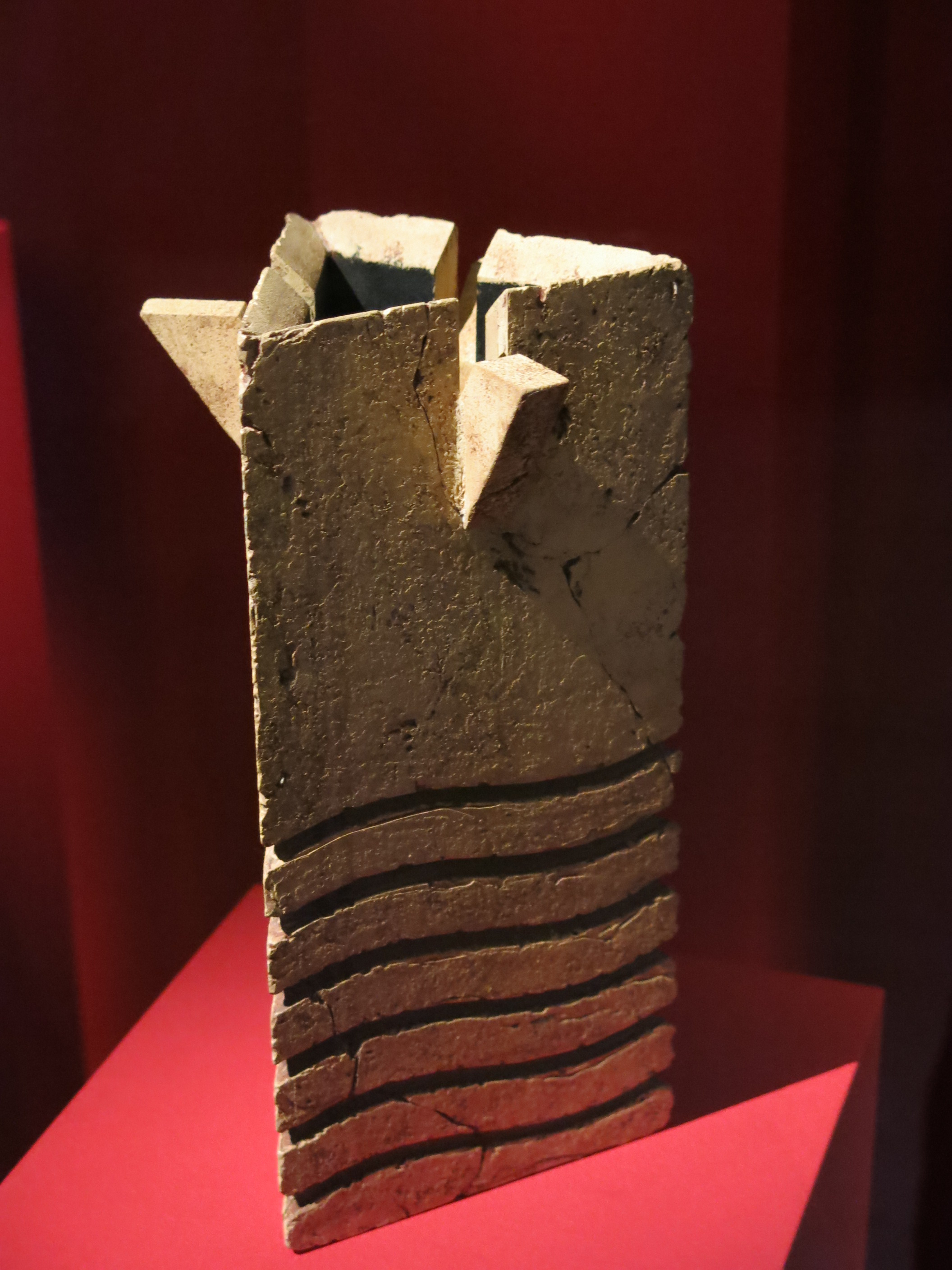
La pierre de l’eau utilisée pour le tournage du film.
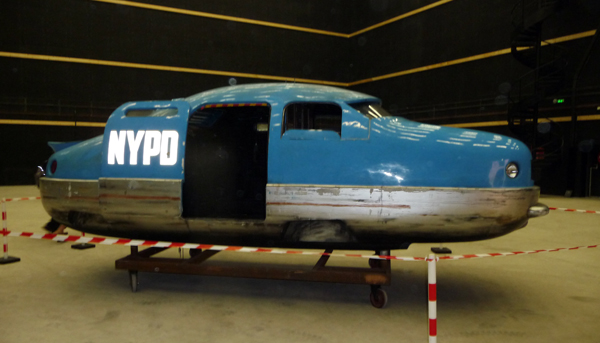
Une voiture volante des services de police.
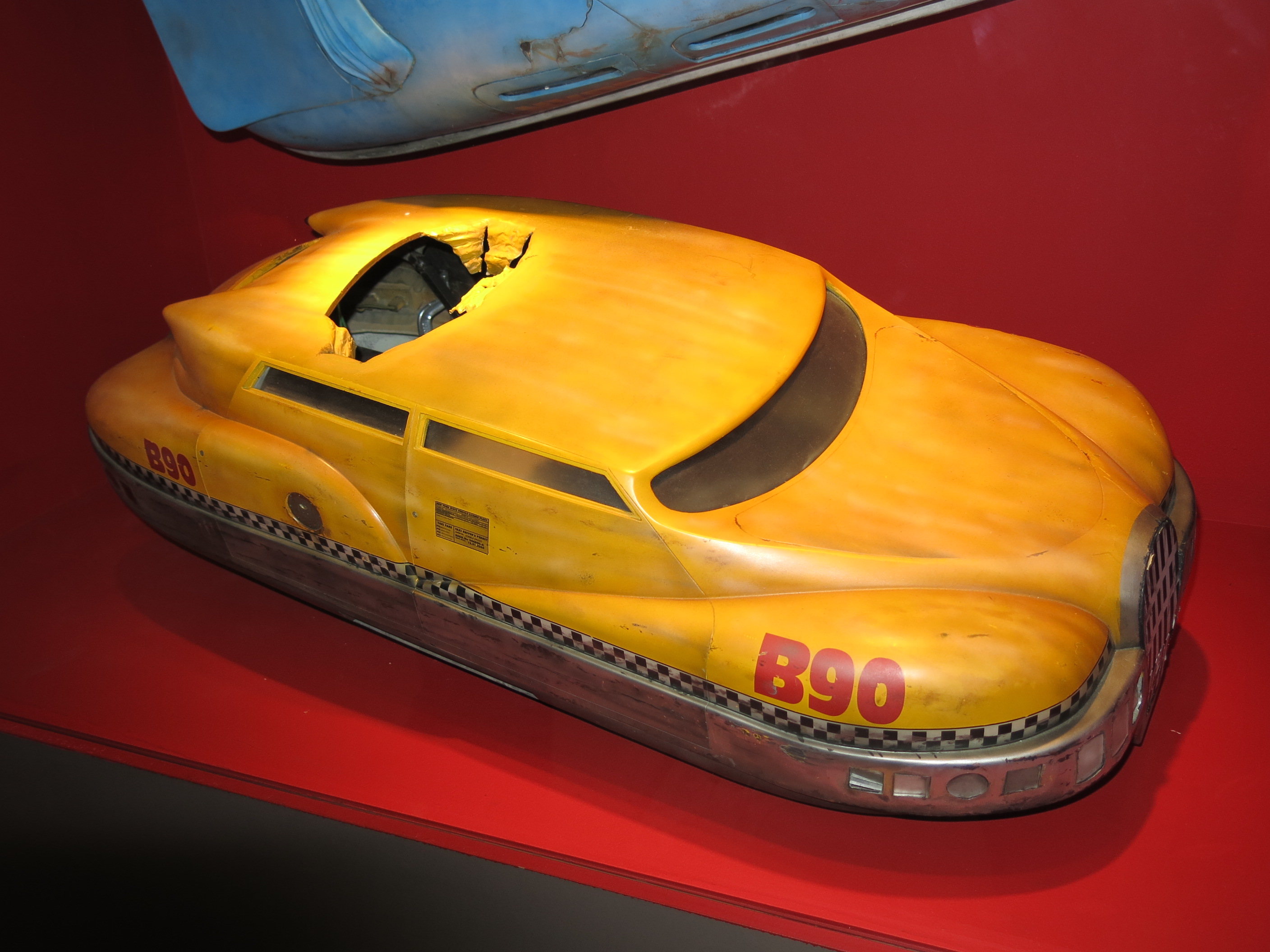
Le taxi de Korben Dallas.
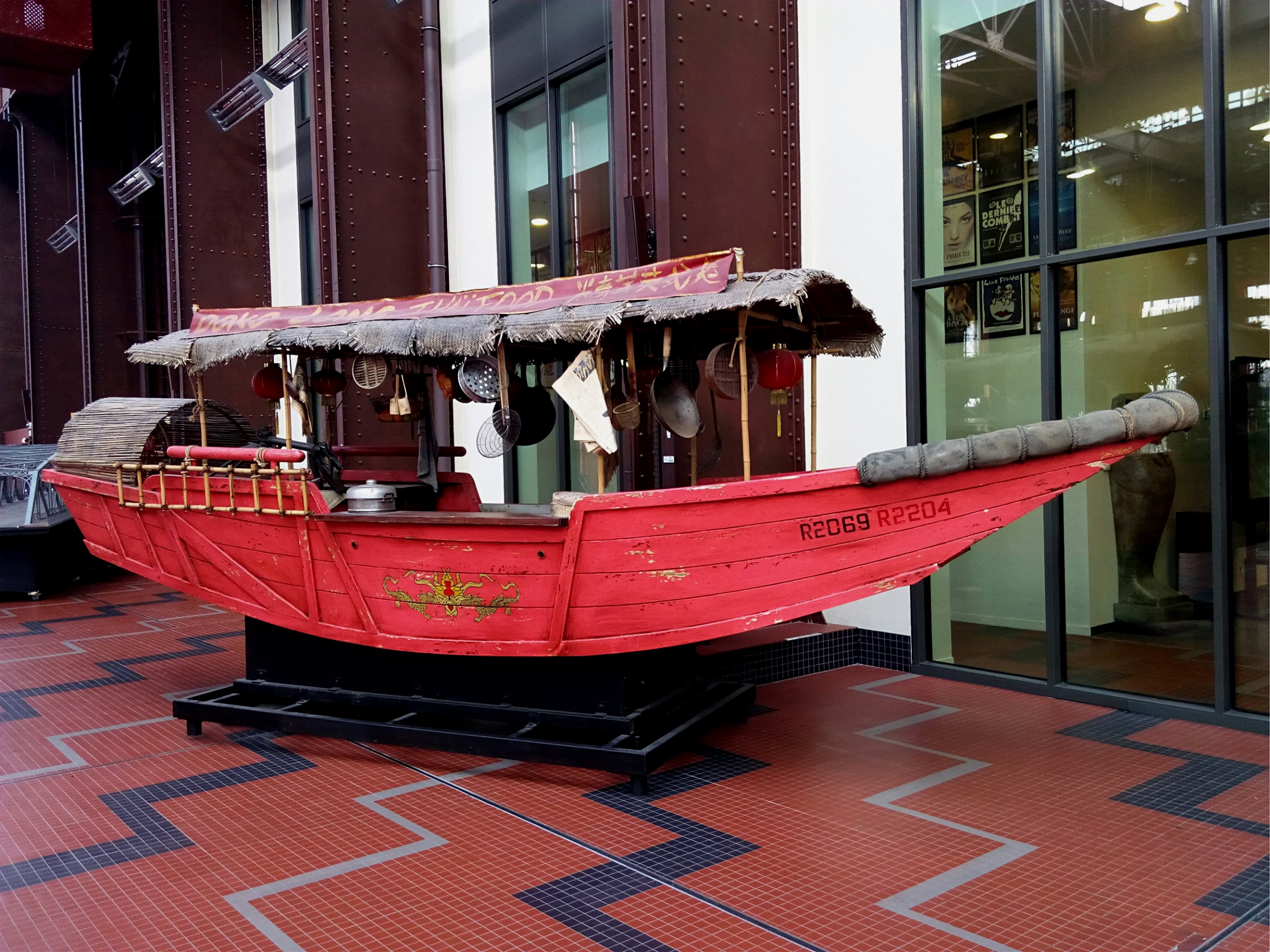
Le bateau volant de Monsieur Kim, restaurateur thaïlandais.

## Fiche technique
Sauf indication contraire, les informations mentionnées dans cette section peuvent être confirmées par la base de données cinématographiques IMDb,  présente dans la section « Liens externes ».
- Titre original : Le Cinquième Élément[6]
- Titre international : The Fifth Element
- Réalisation : Luc Besson
  - Réalisateur de deuxième équipe : Pascal Chaumeil
- Scénario : Luc Besson et Robert Mark Kamen, d'après une histoire de Luc Besson
- Musique : Éric Serra
- Direction artistique : Ira Gilford, Ron Gress, Michael Lamont, Jim Morahan et Kevin Phipps
- Décors : Dan Weil
- Costumes : Jean-Paul Gaultier[7]
- Designs : Jean Giraud et Jean-Claude Mézières
- Photographie : Thierry Arbogast
- Son : Pierre Excoffier, Chris Jenkins, Gary L.G. Simpson, Ron Bartlett
- Montage : Sylvie Landra
- Production : Patrice Ledoux
  - Production associée : John A. Amicarella
  - Coproduction : Iain Smith
- Sociétés de production[8] : Columbia Pictures ; Gaumont (France) ; Pinewood Studios (Royaume-Uni)
- Sociétés de distribution : Gaumont Buena Vista International (France) ; Pathé Distribution (Royaume-Uni) ; Columbia Pictures (États-Unis)
- Budget : 75,2 millions d'€[9]
- Pays de production :  France
- Langues originales : anglais, suédois, allemand, arabe, égyptien ancien
- Format[10] : couleur (Technicolor) - 35 mm - 2,39:1 (Cinémascope) - son DTS | Dolby Digital | SDDS
- Genre : science-fiction, action, aventures, comédie
- Durée : 126 minutes
- Dates de sortie[6] :
  - France : 7 mai 1997 (présentation au festival de Cannes et sortie nationale simultanée)
  - Belgique : 7 mai 1997[11]
  - Suisse romande : 8 mai 1997
  - Québec, Luxembourg, États-Unis : 9 mai 1997[12]
- Classification[13] :
  - France : tous publics[14]
  - Royaume-Uni : pour un public de 8 ans et plus - accord parental souhaitable (PG - Parental Guidance) lors de sa sortie en salles[15] ; interdit aux moins de 12 ans (12 - Suitable for 12 years and over) lors de la réévaluation en 2020[15]
  - États-Unis : accord parental recommandé, film déconseillé aux moins de 13 ans (PG-13 - Parents Strongly Cautioned)[Note 1]
  - Belgique : tous publics (KT/EA : Kinderen Toegelaten / Enfants Admis)[11],[16]
  - Suisse romande : interdit aux moins de 6 ans[17]
  - Québec : 13 ans et plus (13+ / 13 years and over) lors de sa sortie en salles ; tous publics - déconseillé aux jeunes enfants (G - General Rating) après réévaluation[12]

## Distribution
- Bruce Willis (VF : Bernard Métraux) : le major Korben Dallas
- Milla Jovovich (VF : Barbara Kelsch) : Leeloominaï Lekatariba Lamina-Tchaï Ekbat De Sebat, alias Leeloo (le 5e élément)
- Gary Oldman (VF : Dominique Collignon-Maurin) : Jean-Baptiste Emanuel Zorg
- Ian Holm (VF : Michel Ruhl) : le Père Vito Cornelius
- Chris Tucker (VF : Tom Novembre) : Ruby Rhod
- Luke Perry (VF : François Huin) : Billy
- Brion James (VF : Jean-Pierre Bagot) : général Munro
- Lee Evans (VF : Christophe Brault) : Fog
- Charlie Creed-Miles (VF : Julien Sibre) : David
- John Neville (VF : Bernard Dhéran) : le général Staedert
- Mathieu Kassovitz : le voleur en manque dans le couloir de Korben Dallas
- Maïwenn (VF : elle-même) : Diva Plavalaguna (et Inva Mula pour la voix au chant)
- John Hughes : chef d'état-major des armées
- Tommy « Tiny » Lister Jr. (VF : Jean-Michel Martial) : président Lindberg
- Tricky (VF : Mouss Diouf) : le bras droit de Zorg
- John Bluthal (en) (VF : Beppe Clerici) : Pr Pacoli
- Sibyl Buck (VF : Stéphanie Murat) : la secrétaire de Zorg
- Christopher Fairbank (VF : Olivier Granier) : Dr Mactilburgh, responsable du laboratoire scientifique
- Kim Chan (en) (VF : Jim Adhi Limas) : M. Kim
- Julie T. Wallace (en) :  Major Iceborg
- Al Matthews (VF : Vincent Grass) : général Tudor
- Roberto Bryce : Omar
- Said Talidi : Aziz
- John Bennett (VF : Jean Lagache) : le prêtre égyptien
- Hon Ping Tang : capitaine Munro
- Ivan Heng (en) (VF : Frédéric Cuif) : bras gauche de Zorg
- Sonita Henry (VF : Virginie Méry) : aide du Président
- George Khan (VF : Jean Lescot) : conseiller scientifique du Président
- Tim McMullan (VF : Sylvain Clément) : assistant du conseiller scientifique
- Bill Reimbold : assistant de Mactilburgh
- Colin Brooks : capitaine du vaisseau amiral du général Staedert
- Mervin Dif : Mangalore
- Mia Frye : Miss Gemini Crocket
- Jill Mullan (VF : Frédérique Cantrel) : mère de Korben (voix, non créditée)
- Kaleem Janjua (VF : Gabriel Le Doze) : pilote de la navette
- Vladimir McCrary : Aknot (Mangalore) / garde Mangalore
- Clifton Lloyd Bryan (VF : Jean Reno) : Mondoshawan /  Shadow
- Alan Ruscoe : médecin Mangalore
- Justin Lee Burrows : Mondoshawan
- Richard Ashton : Mondoshawan
- Laura De Palma : Hôtesse du Fhloston Paradise
- Jerome Blake : Mondoshawan
- Kevin Molloy (VF : Éric Herson-Macarel) : agent de nettoyage au sol du spatioport
- Sophia Goth (VF : Marjorie Frantz) : hôtesse d'enregistrement
- Gin Clarke (VF : Marjorie Frantz) : assistante de la diva Plavalaguna
- Lenny McLean : policier dérangé à sa pause déjeuner au McDonald's
- Pascal Renwick : Finger (voix)
- Nicole Merry : hôtesse VIP
- Indra Ové : hôtesse VIP
- Stacey McKenzie (en) : hôtesse VIP

- Version française
  - Studio de doublage : Alter Ego
  - Direction artistique : Hervé Icovic & Isabelle Brannens
  - Adaptation : Thomas Murat

Source et légende : Version française (VF),

## Production

### Genèse et développement
Luc Besson écrit la première ébauche de son scénario alors qu'il est au lycée,. Il s'inspire du sketch Harry Canyon dans le film Métal hurlant (1981), dans lequel un chauffeur de taxi dans un futur dystopique recueille une jeune femme et la soustrait à la fois à ses poursuivants directs et aux forces de police. Il est également influencé par Candide de Voltaire, qu'il vient alors de découvrir en classe, et il appelle d'abord son personnage principal Zaltman Bléros.
Lorsque la production devient une réalité, Luc Besson insiste pour que le film soit français, même si la majorité des acteurs sont américains. Le montage financier est donc entièrement assumé par Gaumont. De plus, des techniciens français sont nommés aux postes techniques clés (directeur de la photographie, compositeur de musique de film, monteur, etc.), ce qui est pris en compte notamment pour les César ou les Oscars. Cela permet également au film d'avoir une aide financière du Centre national de la cinématographie.
Au moment de sa sortie, Le Cinquième Élément est le film le plus cher à avoir été produit en Europe,,.
Luc Besson développe l'univers visuel de son film avec les dessinateurs français de bande dessinée Jean Giraud et Jean-Claude Mézières,.
Le personnage Ruby Rhod devait à l'origine s'appeler « Loc Rhod ». Le nom est resté dans les scripts et la novélisation du film. Par ailleurs, le personnage serait inspiré par les artistes Prince et Lenny Kravitz.

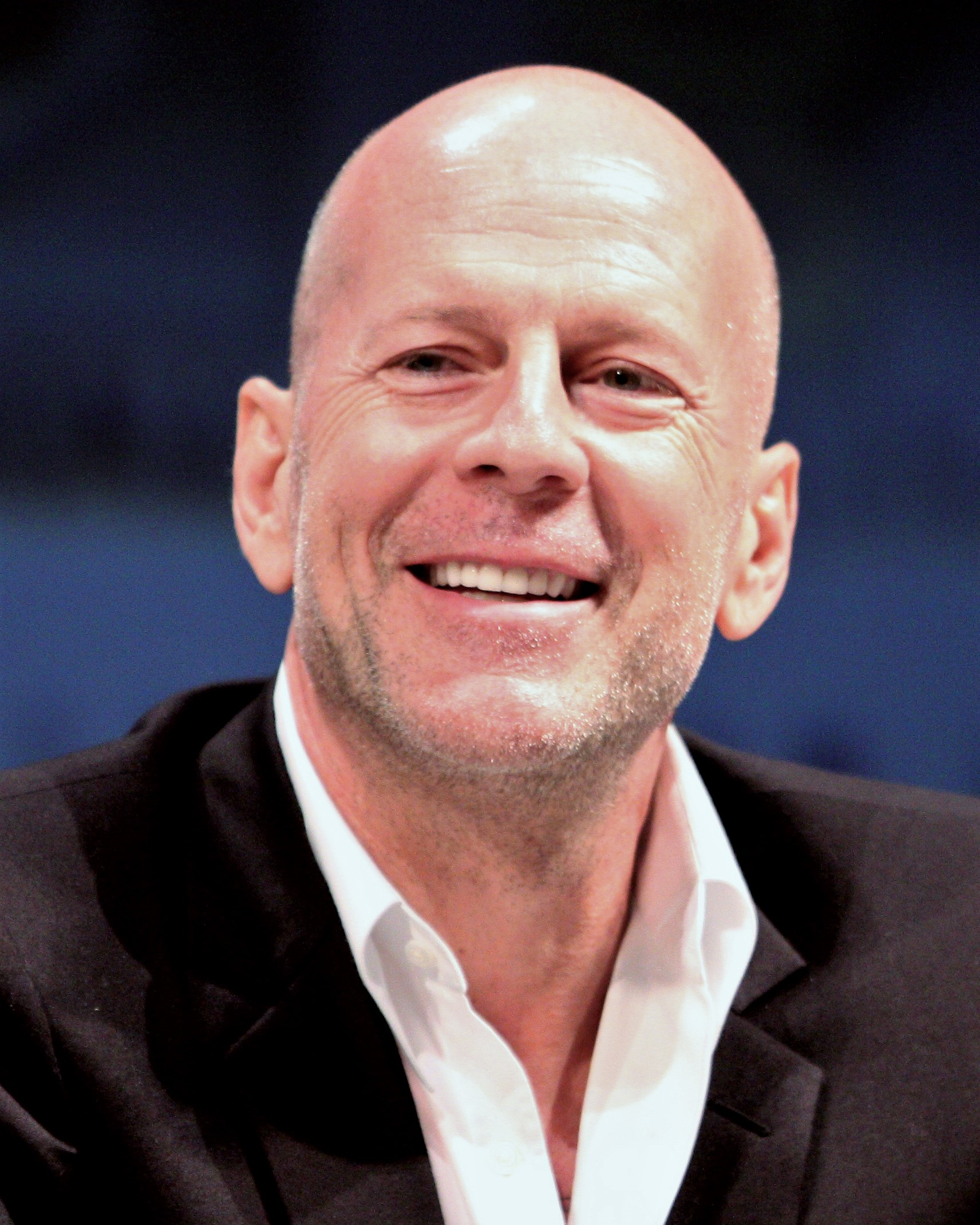
Korben Dallas est incarné par Bruce Willis.

### Attribution des rôles
Mel Gibson et Jean Reno ont été envisagés pour jouer Korben Dallas[réf. nécessaire].
Gary Oldman retrouve Luc Besson, avec lequel il avait tourné son précédent film, Léon (1994). Le réalisateur déclare à propos de l'acteur « one of the top five actors in the world » (« l'un des 5 meilleurs acteurs du monde »).
Pour le rôle de Leeloo, 8 000 actrices se présentent aux auditions. Luc Besson n'en rencontre personnellement qu'entre 200 et 300, parmi lesquelles il retient Milla Jovovich : « Milla a cette chose physique, elle peut venir du passé comme du futur. Elle peut être égyptienne ou romaine. Elle peut être Néfertiti ou venir du fin fond de l'espace ». L'actrice Elizabeth Berkley avait également auditionné mais les producteurs étaient réticents en raison de l'échec de Showgirls (1995). Julia Roberts avait aussi été pressentie pour le rôle.
Kevin Costner était envisagé pour tenir le rôle du général Munroe et Jamie Foxx pour celui de Ruby Rhod.

### Tournage
Le tournage a lieu aux Pinewood Studios dans le comté de Buckinghamshire, au Royaume-Uni, notamment sur le célèbre plateau Albert R. Broccoli 007.
Les scènes se déroulant en Égypte sont tournées en Mauritanie — le temple égyptien étant inspiré du Qasr al-Farid à Madâin Sâlih, site archéologique nabatéen en Arabie saoudite —, alors que les scènes de l'opéra l'ont été au Royal Opera House de Londres,.

### Postproduction
Les effets spéciaux sont créés par les sociétés Digital Domain (pour les effets spéciaux visuels et l'animation numérique), Hollywood Digital, The Magic Camera Company et Vision Crew Unlimited[réf. nécessaire].

### Musique
La musique du film est composée par Éric Serra. L'album s'est vendu à plus de 750 000 exemplaires dans le monde et comporte une chanson interprétée par l'auteur, Little Light of Love (un clip avec Éric Serra et son groupe a été tourné en plein désert). Ce morceau a révélé la jeune chanteuse israélienne Nourith.
C'est la cantatrice Inva Mula qui interprète l'extrait de Lucia di Lammermoor de Gaetano Donizetti « Il dolce suono » (la première partie de la scène de la folie – scène 2, acte III) ainsi que la Diva Dance qui lui fait suite. Le compositeur Éric Serra a utilisé sa propre voix pour les notes les plus graves et celle d'Inva Mula pour les plus aiguës afin que le rendu final électroacoustique de la voix ait une tessiture le plus humainement impossible à réaliser.
On retrouve par ailleurs dans le film la chanson Alech Taadi de Khaled lors de la course-poursuite à New York. La chanson n'est pas présente sur la bande originale mais sur l'album N'ssi N'ssi du chanteur algérien.

## Accueil

### Accueil critique
En France, le film reçoit des critiques partagées. Ainsi, dans les Cahiers du cinéma, Emmanuel Burdeau décrit le film comme un « mélange, mi-insipide, mi-agréable, de grandiose (…) et de dérisoire ». Dans Le Monde, on peut lire qu'il est « filmé avec une vivacité, un sens du show et assez d'humour pour que, côté montagnes russes, on s'amuse bien et de bon cœur », alors que pour Télérama c'est un « divertissement survitaminé, héroïque et léger ». Pour Olivier Séguret de Libération, Le Cinquième Élément est plutôt un « récit naïf d'un combat mythologico-futuriste (...) singulièrement dépourvu de mystère et de folie ».
Aux États-Unis, le film totalise 71 % d'opinions favorables sur l'agrégateur Rotten Tomatoes, pour 58 critiques recensées et obtient la note moyenne de 52/100 pour 22 critiques professionnelles sur Metacritic.

### Box-office
| Pays ou région    | Box-office        | Date d'arrêt du box-office | Nombre de semaines |
| ----------------- | ----------------- | -------------------------- | ------------------ |
| États-Unis Canada | 63 820 180 $      | 21 août 1997               | 15                 |
| reste du monde    | 200 100 000 $     |                            |                    |
| Monde             | 263 920 180 $     |                            |                    |
| France            | 7 727 697 entrées | 20 août 1997               | 16                 |

Fin 2014, Le Cinquième Élément est le quatrième plus grand succès d'un long métrage français à l'étranger, toutes langues de tournage prises en compte, avec 43,4 millions d'entrées dans le monde, dont 7,7 millions d'entrées en France et 35,7 millions à l'étranger,, derrière Lucy (52,3 millions d'entrées, également réalisé par Luc Besson), Taken 2 (47,8 millions) et Intouchables (44,2 millions).
Le film a reçu un accueil du public assez « froid » aux États-Unis (63 millions de dollars), ce qui est assez étonnant compte tenu du casting pourtant très anglophone avec Bruce Willis en tête d'affiche. Les recettes hors États-Unis sont cependant plus importantes avec 200 millions de dollars.

## Distinctions
Entre 1997 et 2018, Le Cinquième Élément a été sélectionné 51 fois dans diverses catégories et a remporté 10 récompenses,.

### Distinctions en 1997
| Cérémonie ou récompense                | Catégorie / Récompense                                              | Nommé(es) / Lauréat(es)                                                                        | Nommé(es) / Lauréat(es) |
| -------------------------------------- | ------------------------------------------------------------------- | ---------------------------------------------------------------------------------------------- | ----------------------- |
| Awards Circuit Community Awards (ACCA) | Meilleure direction artistique                                      | Anna Pinnock, Ira Gilford, Ron Gress, Michael Lamont, Jim Morahan, Kevin Phipps et Maggie Gray | Nomination              |
| Awards Circuit Community Awards (ACCA) | Meilleure conception de costumes                                    | Jean-Paul Gaultier                                                                             | Nomination              |
| Awards Circuit Community Awards (ACCA) | Meilleur son                                                        | -                                                                                              | Nomination              |
| Awards Circuit Community Awards (ACCA) | Meilleurs effets visuels                                            | -                                                                                              | Nomination              |
| Goldene Leinwand                       | Écran d'or des films ayant totalisé 3 millions d'entrées en 18 mois | Le Cinquième Élément                                                                           | Lauréat                 |
| Bogey Awards                           | Bogey d’argent                                                      | Le Cinquième Élément                                                                           | Lauréat                 |
| Prix du cinéma européen                | Meilleur film européen                                              | Patrice Ledoux (producteur)                                                                    | Nomination              |

### Distinctions en 1998
| Cérémonie ou récompense                         | Catégorie / Récompense                                          | Nommé(es) / Lauréat(es)                                                                                               | Nommé(es) / Lauréat(es) |
| ----------------------------------------------- | --------------------------------------------------------------- | --- | ----------------------- |
| Saturn Awards                                   | Meilleur film de science-fiction                                | Le Cinquième Élément                                                                                                  | Nomination              |
| Saturn Awards                                   | Meilleure actrice dans un second rôle                           | Milla Jovovich | Nomination              |
| Saturn Awards                                   | Meilleurs costumes                                              | Jean-Paul Gaultier | Nomination              |
| Saturn Awards                                   | Meilleurs effets spéciaux                                       | Karen E. Goulekas et Mark Stetson                                                                                     | Nomination              |
| Online Film and Television Association Awards   | Meilleur acteur de science-fiction, fantastique ou d'horreur    | Gary Oldman | Lauréat                 |
| Online Film and Television Association Awards   | Meilleurs maquillages et coiffures                              | Mark Coulier, Lois Burwell, Amanda Knight, Michelle Taylor, Sarah Love, Sue Love, Melissa Lackersteen et Lisa Tomblin | Lauréat                 |
| Online Film and Television Association Awards   | Meilleure film de science-fiction, fantastique ou d'horreur     | Patrice Ledoux (producteur)                                                                                           | Nomination              |
| Online Film and Television Association Awards   | Meilleur acteur de science-fiction, fantastique ou d'horreur    | Bruce Willis | Nomination              |
| Online Film and Television Association Awards   | Meilleure actrice de science-fiction, fantastique ou d'horreur  | Milla Jovovich | Nomination              |
| Online Film and Television Association Awards   | Meilleure musique originale pour une comédie ou un film musical | Éric Serra | Nomination              |
| Online Film and Television Association Awards   | Meilleure chanson adaptée                                       | Lucia di Lammermoor/The Diva Dance d'après Gaetano Donizetti                                                          | Nomination              |
| Online Film and Television Association Awards   | Meilleurs décors                                                | Dan Weil, Anna Pinnock, Ira Gilford, Ron Gress, Michael Lamont, Jim Morahan, Kevin Phipps et Maggie Gray              | Nomination              |
| Online Film and Television Association Awards   | Meilleurs costumes                                              | Jean-Paul Gaultier | Nomination              |
| Online Film and Television Association Awards   | Meilleur mixage sonore                                          | Chris Jenkins, Mark Smith, Bruno Tarrière et Ron Bartlett                                                             | Nomination              |
| Online Film and Television Association Awards   | Meilleur montage d'effets sonores                               | Mark A. Mangini | Nomination              |
| Online Film and Television Association Awards   | Meilleurs effets visuels                                        | Karen E. Goulekas et Mark Stetson                                                                                     | Nomination              |
| César                                           | César du meilleur réalisateur                                   | Luc Besson | Lauréat                 |
| César                                           | Meilleure photographie                                          | Thierry Arbogast | Lauréat                 |
| César                                           | Meilleurs décors                                                | Dan Weil | Lauréat                 |
| César                                           | Meilleur film                                                   | Luc Besson | Nomination              |
| César                                           | Meilleure musique originale                                     | Éric Serra | Nomination              |
| César                                           | Meilleur son                                                    | Daniel Brisseau | Nomination              |
| César                                           | Meilleur montage                                                | Sylvie Landra | Nomination              |
| César                                           | Meilleurs costumes                                              | Jean-Paul Gaultier | Nomination              |
| Golden Reel Awards                              | Meilleur montage sonore - Effets sonores et bruitages           | Le Cinquième Élément                                                                                                  | Nomination              |
| Lumières de la presse internationale            | Meilleur réalisateur                                            | Luc Besson | Lauréat                 |
| MTV Movie Awards                                | Meilleur combat                                                 | Milla Jovovich (pour le combat contre les aliens)                                                                     | Nomination              |
| Oscars                                          | Meilleur montage sonore                                         | Mark A. Mangini | Nomination              |
| Blockbuster Entertainment Awards                | Meilleure révélation féminine                                   | Milla Jovovich | Nomination              |
| Prix Hugo                                       | Meilleure présentation dramatique                               | Luc Besson et Robert Mark Kamen                                                                                       | Nomination              |
| Satellite Awards                                | Meilleurs effets visuels                                        | Mark Stetson | Nomination              |
| British Academy Film and Television Arts Awards | Meilleurs effets visuels                                        | Mark Stetson, Karen E. Goulekas, Nick Allder, Neil Corbould et Nick Dudman                                            | Lauréat                 |
| Ruban d'argent                                  | Meilleur réalisateur étranger                                   | Luc Besson | Nomination              |

### Distinctions ultérieures
- Festival du Film Jules Verne 2012[43] : meilleur film d'aventure ou de science-fiction
- 20/20 Awards 2018 :
  - Felix des meilleurs costumes pour Jean-Paul Gaultier
  - Meilleure direction artistique pour Dan Weil
  - Meilleur maquillage

### Sélections
- Festival de Cannes 1997[43] : sélection officielle longs métrages - hors-compétition

## Commentaires

### Procès
Jean Giraud — qui a pourtant participé à la création du film — et l'éditeur Les Humanoïdes associés intentent un procès contre Luc Besson et Gaumont pour plagiat de la bande-dessinée L'Incal, évoquant « des emprunts manifestes au titre, aux décors, aux scènes, aux personnages et aux éléments graphiques et scénaristisques ». Le scénariste de L'Incal, Alejandro Jodorowsky, fait également une réclamation[Quoi ?]. En 2004, le tribunal donne raison à Besson, pour qui[Qui ?] l'accusation repose « sur des fragments infimes de l'œuvre ».

### Doublage
Selon la plupart des sources, ce serait Luc Besson lui-même qui souhaitait que le doublage de la voix de Bruce Willis ne soit pas assuré par Patrick Poivey, pourtant déjà voix française régulière de la star américaine. C'est ici Bernard Métraux qui lui prête sa voix. Cependant, Patrick Poivey déclare dans une interview avoir été écarté du doublage français après un différend salarial avec la société de doublage chargée de la version française du film, et rajoute que Luc Besson ne s'est jamais impliqué dans la préparation de cette version française.
Par ailleurs, une légende urbaine veut que Vin Diesel prête sa voix en anglais à Finger (rumeur notamment présente dans les anecdotes sur la fiche Internet Movie Database du film). Luc Besson dément cette information et précise que la voix est celle d'un ami de Bruce Willis qui n'est pas du tout de la profession.

### Adaptations
Le film fait l'objet d'une novélisation écrite par Terry Bisson, et de deux adaptations en jeu vidéo développées par Kalisto Entertainment : Le Cinquième Élément (1998) et NYR: New York Race (2001).